# Костиени (Бузау)
Костиени (рум. Costieni) насеље је у Румунији у округу Бузау у општини Зидури. Oпштина се налази на надморској висини од 77 m.

## Становништво
Према подацима из 2002. године у насељу је живело 830 становника.

### Попис2002.
| Расподела становништва по националности 2002.‍ | Расподела становништва по националности 2002.‍ | Расподела становништва по националности 2002.‍ | Расподела становништва по националности 2002.‍ | Расподела становништва по националности 2002.‍ |
| --------------------------------------------- | --------------------------------------------- | --------------------------------------------- | --------------------------------------------- | --------------------------------------------- |
|                                               |                                               |                                               |                                               |                                               |
| Румуни                                        | Румуни                                        |                                               | 784                                           | 94,5%                                         |
| Роми                                          | Роми                                          |                                               | 46                                            | 5,5%                                          |